# Авангард TV3BU
Авангард TV3BU (англ. Vanguard TV3 Backup (Test Vehicle 3)) — вторая попытка запуска спутника в рамках программы «Авангард».

## Конструкция спутника
Спутник представлял собой алюминиевую сферу диаметром 152 мм и массой 1,36 кг. Конструкция примерно идентична более позднему Авангарду-1. Внутри располагались ртутно-цинковая батарея и два передатчика с частотами 108 и 108,03 МГц. Один передатчик должен был работать от аккумулятора, второй — от шести солнечных батарей, расположенных на корпусе. Передатчики должны были использоваться для отслеживания траектории спутника и определения среды между спутником и наземными станциями. Также спутник имел два термистора для измерения внутренней температуры, что было нужно для оценки эффективности тепловой защиты.

## Подготовка
После аварии Авангарда TV3 6 декабря 1957 года было решено запустить одну из резервных машин. Однако сильные повреждения стартового стола, вызванные взрывом предыдущей ракеты, привели к большой задержке. Работая круглосуточно, персонал сумел восстановить пусковой комплекс к концу декабря. 23 января запуск был отменён из-за сильных проливных дождей, вызывавших короткие замыкания в кабелях телеметрии во время подготовки к старту. В следующие три дня было ещё три отменённых обратных отсчётов. Наконец, 26 января обнаружилось повреждение двигателя второй ступени. Замену проводили до 3 февраля. 

## Запуск
5 февраля 1958 года состоялся запуск. Первая ступень, взорвавшаяся при запуске Авангарда TV3, на этот раз нормально оторвала ракету от стола. Но по достижении высоты около 450 метров, на 57 секунде полёта произошёл сбой системы управления. Ошибочные электрические сигналы вызвали поворот главного двигателя, и в результате ракета переломилась пополам.